# Tomopteropsis cerdai
Tomopteropsis cerdai är en skalbaggsart som beskrevs av Peñaherrera och Tavakilian 2003. Tomopteropsis cerdai ingår i släktet Tomopteropsis och familjen långhorningar. Inga underarter finns listade i Catalogue of Life.